# 금조 (가수)
비키니(본명: 이금조, 李金祚, 1992년 12월 17일 ~ )는 대한민국 걸 그룹 나인뮤지스에서 메인보컬을 맡았었다.

## 학력
- 범물중학교 (졸업)
- 수성고등학교 (졸업)
- 계명대학교 실용음악학과 (중퇴)[2]

## 출연작

### 드라마
- 《너의 시선이 머무는 곳에》 (2020년, VIki) - 과외 선생님 역 (Ep. 4)

## 음반

### 사운드트랙
- 2017: 싱포유 - 일곱 번째 이야기 체인지 (With 혜미)
- 2017: 보그맘 OST Part 7
- 2017: 미워도 사랑해 OST Part 5
- 2018: 내일도 맑음 OST Part 1

## 음반 외 활동 목록

### 예능 프로그램
- 2016: MBC 듀엣가요제 - 18회 게스트
- 2017: JTBC 싱포유 - 14회 게스트
- 2017: K-STATR 아이돌 연기 대결 내가 배우다

### 뮤지컬
- 2013: 뮤지컬 썸머 스노우
- 2016: 뮤지컬 노서아가비 - 따냐 역
- 2019: 뮤지컬 구내과병원 - 재은 역
- 2019: 뮤지컬 이선동 클린센터 - 보라 역
- 2019: 뮤지컬 6시퇴근 - 다연 역
- 2020: 뮤지컬 버스크 음악극 <432Hz> - 하늘 역
- 2020: 뮤지컬 라루미에르 - 소피 역
- 2021: 뮤지컬 라 캄파넬라 - 주리에 역
- 2021: 뮤지컬 조선 변호사 - 후미코 외 독립운동가 역
- 2021: 뮤지컬 성종, 왕의 노래 - 악학궤범 - 지안 역

연극
- 2019: 연극 러브 스코어 - 오름 역
- 2021: 음악극 브릴리언트 - 연수 역

### 뮤직비디오
- 2013: 소리 〈비키니〉
- 2014: V.O.S 〈반대로만 살자〉